# Куштановці
Куштановці (словен. Kuštanovci) — поселення в общині Пуцонці, Помурський регіон, Словенія. Висота над рівнем моря: 320,2 м.